# Wetle Holte
Wetle Holte (Skien (Telemark), 4 september 1973) is een Noorse drummer, percussionist en componist in de jazz en elektronische muziek. Hij werkte samen met o.m. John Scofield, Nils Petter Molvær, Eivind Aarset, Sidsel Endresen, Bugge Wesseltoft en Anja Garbarek.

## Biografie
Holte studeerde jazz aan Trondheim Musikkonservatorium. Hij begon zijn loopbaan in het trio Triangle (1996), dat later, in 1998, Wibutee ging heten. Het trio bestond naast Holte uit Håkon Kornstad en Per Zanussi. In 1998 verscheen hun debuutalbum Newborn Thing, in 2001 gevolgd door Eight Domestic Challenges (2001). In 2004 kwam "Playmachine" uit en hun plaat uit 2006 werd genomineerd voor een Spellemannprisen, het album Sweet Mental (2006). Holte werkte meer dan tien jaar samen met Eivind Aarset (zoals in Électronique Noire en The Sonic Codex Orchestra) en speelde tevens met Bugge Wesseltoft's Jazzland Community (2007)

## Discografie

### Solo-albums
- 2012: Hurricane (Sonne Disk), met Kirsti Huke[3]

### Als sideman
Met Wibutee
- 1998: Newborn Thing (Jazzland Recordings)
- 2001: Eight Domestic Challenges (Jazzland)
- 2004: Playmachine (Jazzland)
- 2006: Sweet Mental (Sonne Disk)

Met Eivind Aarset
- 2001: Light extracts (Jazzland), (Électronique Noire)
- 2004: Connected (Jazzland)
- 2007: Sonic Codex (Jazzland)
- 2010: Live Extracts (Jazzland) (The Sonic Codex Orchestra)

Met Jazzland Community
- 2007: Jazzland Community (Jazzland)

Met Grand Telemark
- 2008: Grand Telemark (Sonne Disk)

- Gemeinsame Normdatei: 135256364
- International Standard Name Identifier: 0000 0000 5524 760X
- Virtual International Authority File: 56932626
- WorldCat: E39PBJbCK9q7qrGfRr3d3Tw3cP